# CD Alfonso Ugarte
Club Deportivo Alfonso Ugarte – peruwiański klub z siedzibą w mieście Puno.

## Osiągnięcia

### Krajowe
- Primera División

| zwycięstwo (0):     | –    |
| drugie miejsce (1): | 1975 |

## Historia
Klub założony został w roku 1928 i występuje obecnie w drugiej lidze peruwiańskiej (Segunda División Peruana) jako beniaminek. W roku 1976 oddano do użytku stadion klubu Estadio Enrique Torres Belón, mogący pomieścić 20 000 widzów.